# Olivia Sage
Margaret Olivia Sage, född Slocum 8 september 1828 i Syracuse, New York, död 4 november 1918 i New York, var en amerikansk donator. Hon var gift med Russell Sage.
Sage, som under makens sista år skötte hans affärer, donerade småningom största delen av hans förmögenhet till en mängd kulturella och välgörande ändamål. Hon stiftade 1907 Russell Sage Foundation för förbättring av sociala och levnadsförhållanden i USA och gav denna stiftelse 10 miljoner dollar. Denna fond inriktade sig särskilt på reformer i bostadsförhållandena. Hon inköpte 1912 ön Marsh Island utanför Louisianas kust och överlämnade den åt delstaten för att fridlysas till förmån för havsfåglar. I sitt testamente donerade hon till ändamål, som hon mestadels under livstiden gynnat med gåvor, sammanlagt 36 miljoner dollar. Förutom Russell Sage Foundation, som erhöll 7/52 av denna summa, ihågkoms därvid många högre skolor, sjukhus, museer, bibel- och missionssällskap samt välgörenhetsinrättningar.